# برجة (المرية)
بَرْجَة (بالإسبانية: Berja)‏ هي بلدية تقع في مقاطعة المرية. جنوب شرق إسبانيا. يبلغ عدد سكانها 14.249 نسمة.

## أعلام
- سالفا سيفييا

## وصلات خارجية
- نسخة محفوظة 24 أبريل 2006 على موقع واي باك مشين. (بالإسبانية)